# Zygmunt Pioch
Zygmunt Pioch (ur. 30 października 1939 w Gowidlinie) – polski szachista, arcymistrz gry korespondencyjnej.

## Kariera szachowa
W latach 70. pięciokrotnie wystąpił w finałach indywidualnych mistrzostw Polski mężczyzn, najlepsze wyniki osiągając w latach 1973 w Gdyni (XVI m.) i 1974 w Zielonej Górze (XVII m.). W 1977 r. otrzymał tytuł mistrza krajowego. Wielokrotnie zajmował medalowe miejsca w mistrzostwach kraju "weteranów" (m.in. Szczecinek 2004 – II m. i Rowy 2006 – III m.) oraz w mistrzostwach Wojska Polskiego (m.in. trzykrotnie III miejsca w Kołobrzegu 2003 i 2005 oraz we Wrocławiu 2006).
Największe sukcesy osiągnął w szachach korespondencyjnych. Dwukrotnie zdobył tytuły indywidualnego mistrza Polski (w latach 1972 i 1974). W 1972 r. zdobył złoty medal w drużynowych mistrzostwach kraju, zdobywając na I szachownicy 12½ pkt w 15 partiach. Reprezentował Polskę na VIII i X olimpiadzie w latach 1972–1974 (wynik 8½ z 11 partii na V szachownicy) oraz 1982–1987 (wynik 9½ z 11 partii na I szachownicy). W 1991 r. osiągnął duży sukces, zwyciężając w memoriale Władimira Simagina i otrzymując (jako trzeci Polak w historii, po Stefanie Brzózce i Ryszardzie Skrobku) tytuł arcymistrza w szachach korespondencyjnych.